# 동해안-신가평 HVDC
동해안-신가평 HVDC는 신한울원자력발전소에서 가평군을 잇는 초고압직류송전선이며 한국사 최초로 내륙으로 초고압직류송전선을 건설한다는 의미가 있다.

## 같이 보기
- 북당진-고덕 HVDC